# 김종원 (유도 선수)
김종원(1975년 11월 20일 ~ )은 대한민국의 유도 선수이다. 그는 1996년 하계 올림픽 남자 초경량 경기에 출전했었다.